# Jan Mytens
Jan Mytens ou Jan (ou Johan ou Johannes) Mijtens (La Haye,  vers 1614 – enterré dans la même ville, le 24 décembre 1670) est un peintre néerlandais (Provinces-Unies) du siècle d’or. Peintre de cour, Jan Mytens a surtout peint des portraits, des scènes de genre et des tableaux historiques.

## Biographie
Jan Mytens est né aux environs de 1614 à La Haye. Fils d’un sellier, c’est probablement par ses deux oncles Isaac et Daniel Mytens qu'il est formé à la peinture.

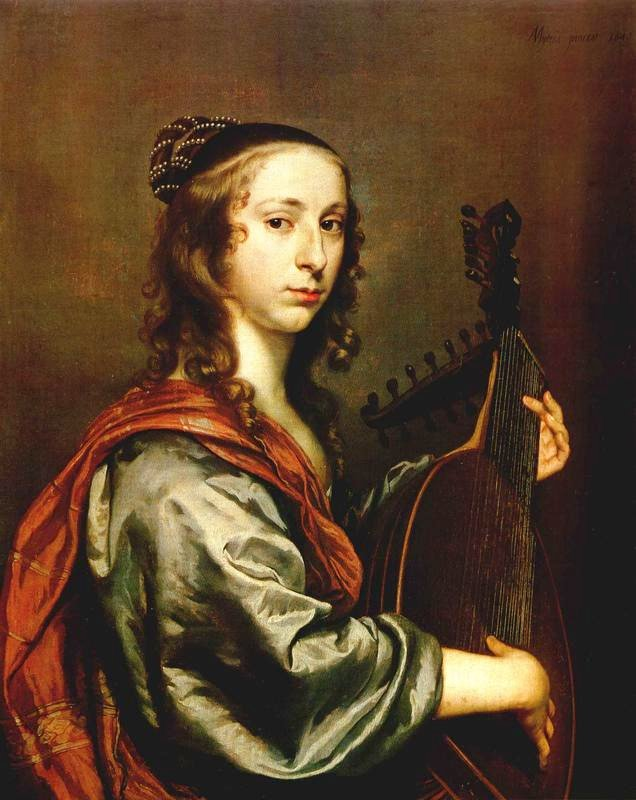
Dame jouant du luth, 1648 (National Gallery of Ireland, Dublin).

En 1642, il devient membre de la guilde de Saint-Luc de sa ville natale, avant d’en devenir le directeur quinze ans plus tard. Mytens sera tout au long de sa vie un portraitiste demandé à La Haye. Il reçoit des commandes de gens de la noblesse et de fonctionnaires haut placés. Vers 1660, il fonde la corporation de peintres De Pictura (« De la Peinture »), au sein de laquelle il passe le restant de sa carrière à enseigner à ses élèves l’art du portrait.
Il meurt à La Haye en décembre 1670 et y est enterré la veille de la fête de Noël.
Il eut pour élèves Nicolaes Lissant, Gerard De Nijst, Adriaen Stalpert van der Wiele, Pouwels Van de Velde, Andries Thijsz, De Wit et Urbanus Talibert van Yperen.

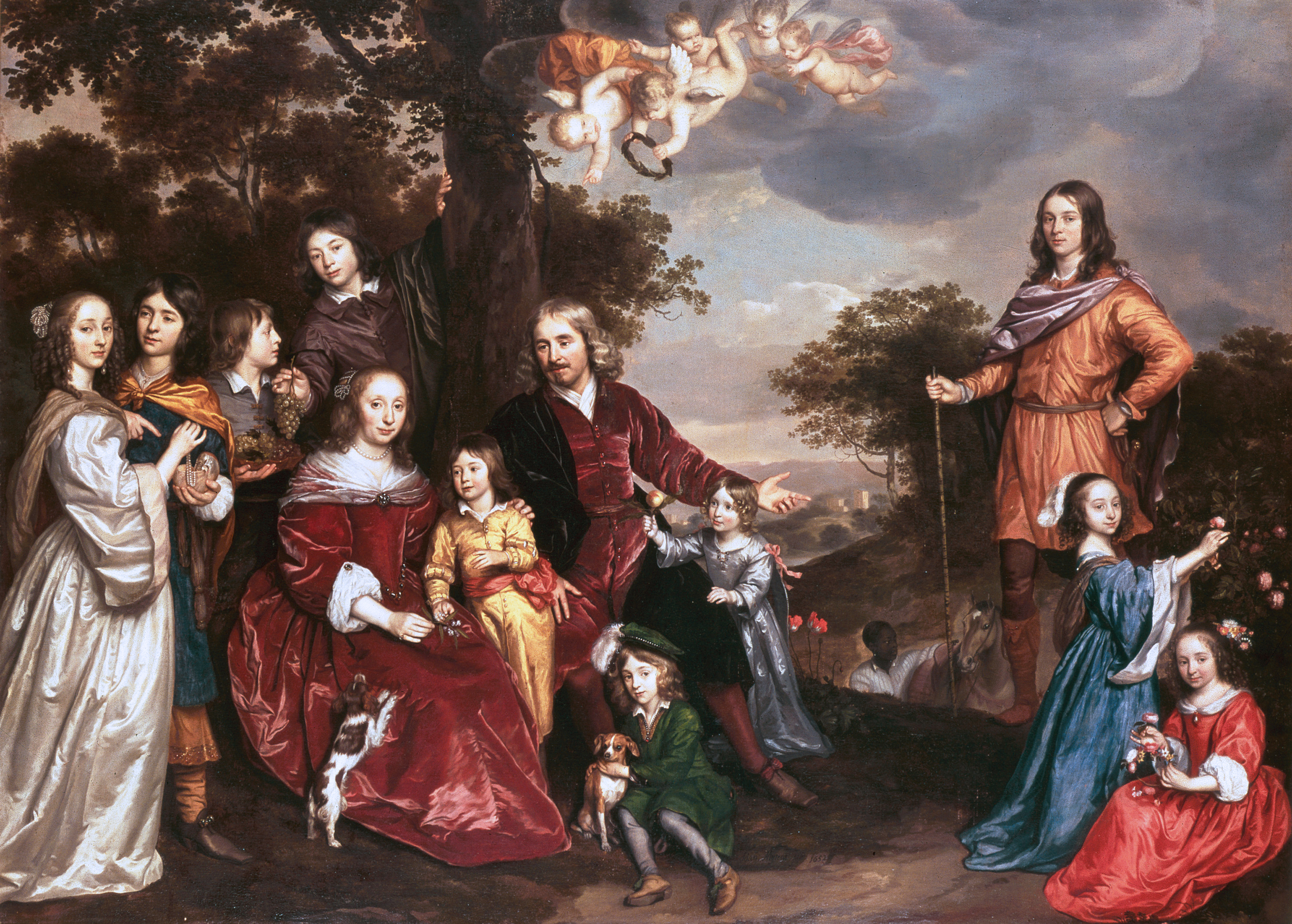
La Famille de Willem Van den Kerckhoven (1607-1686) et Reijmerick De Jonge, v.1652-1655, La Haye, musée historique

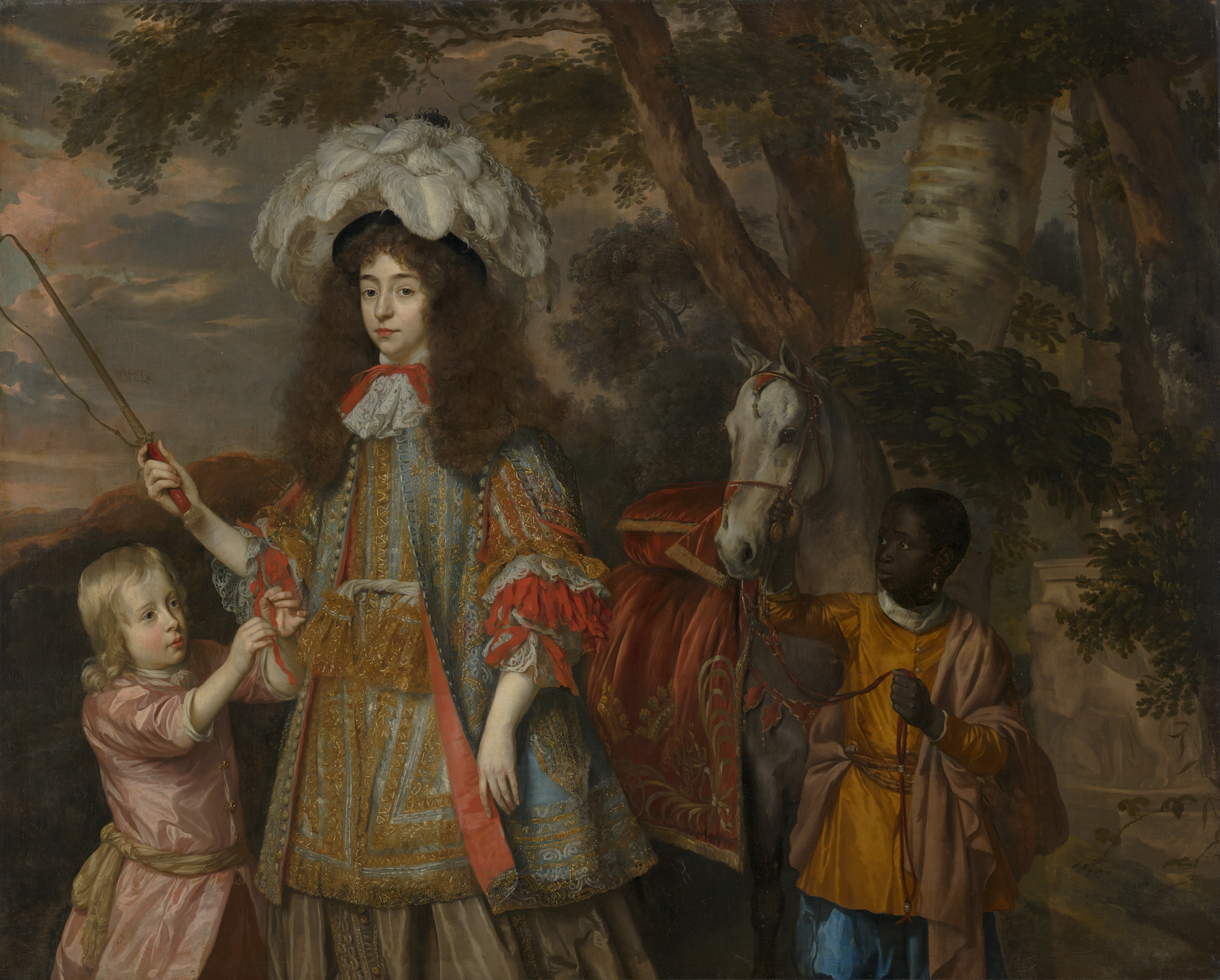
Portrait de Maria, princesse d’Orange (1642-1688), de Hendrik Van Zuijlestein (†1673) et d’une servante, v.1665-1670 (Mauritshuis, La Haye).

## Œuvre
Ses portraits peuvent être répartis en deux groupes principaux : les personnages grandeur nature cadrés aux trois-quarts du corps, et les tableaux de format réduit : portraits en buste de personnages seuls et portraits de famille.
Les portraits de Mytens sont marqués par l’influence d’Antoine Van Dyck. Le plus souvent, ses sujets sont représentés posant dans des paysages naturels, souvent boisés, et portent des vêtements somptueux et des bijoux témoignant de leur rang social.
Le portrait de groupe La Famille de Willem Van den Kerckhoven (conseiller auprès de la Cour de Hollande) et Reijmerick De Jonge fut peint par Mytens en 1652. À cette date, le plus jeune fils (Pellegrom), que l’on voit appuyé sur la jambe de son père, n’était en réalité pas encore né – il fut rajouté sur le portrait en 1655-; Willem, un autre fils, était alors âgé de 8 ans ; quant aux cinq angelots, ils représentent des enfants du couple morts en bas âge.

## Conservation
Tableaux conservés en France
- Béziers, collection privée, Portrait d'une femme non identifiée, n° A 56 du catalogue raisonné de A. N. Bauer.
- Béziers, collection B. Portrait d'une femme à la fontaine, n° A 89 du catalogue raisonné de A. N. Bauer.
- Paris, Ambassade des Pays-Bas, Portrait de James 4e Lord Cranstoun, dépôt du Rijksmuseum, n° A 11a du catalogue raisonné de A. N. Bauer.
- Paris, musée du Louvre, Portrait d'une famille non identifiée, saisi à Rome, église Saint-Louis-des-Français avant 1802, n° A 110, c. r. Bauer.
- Paris, Fondation Custodia Portrait d'une jeune fille cueillant des fruits, n° A 23, c. r. Bauer.